# Burchard Adam von Richter

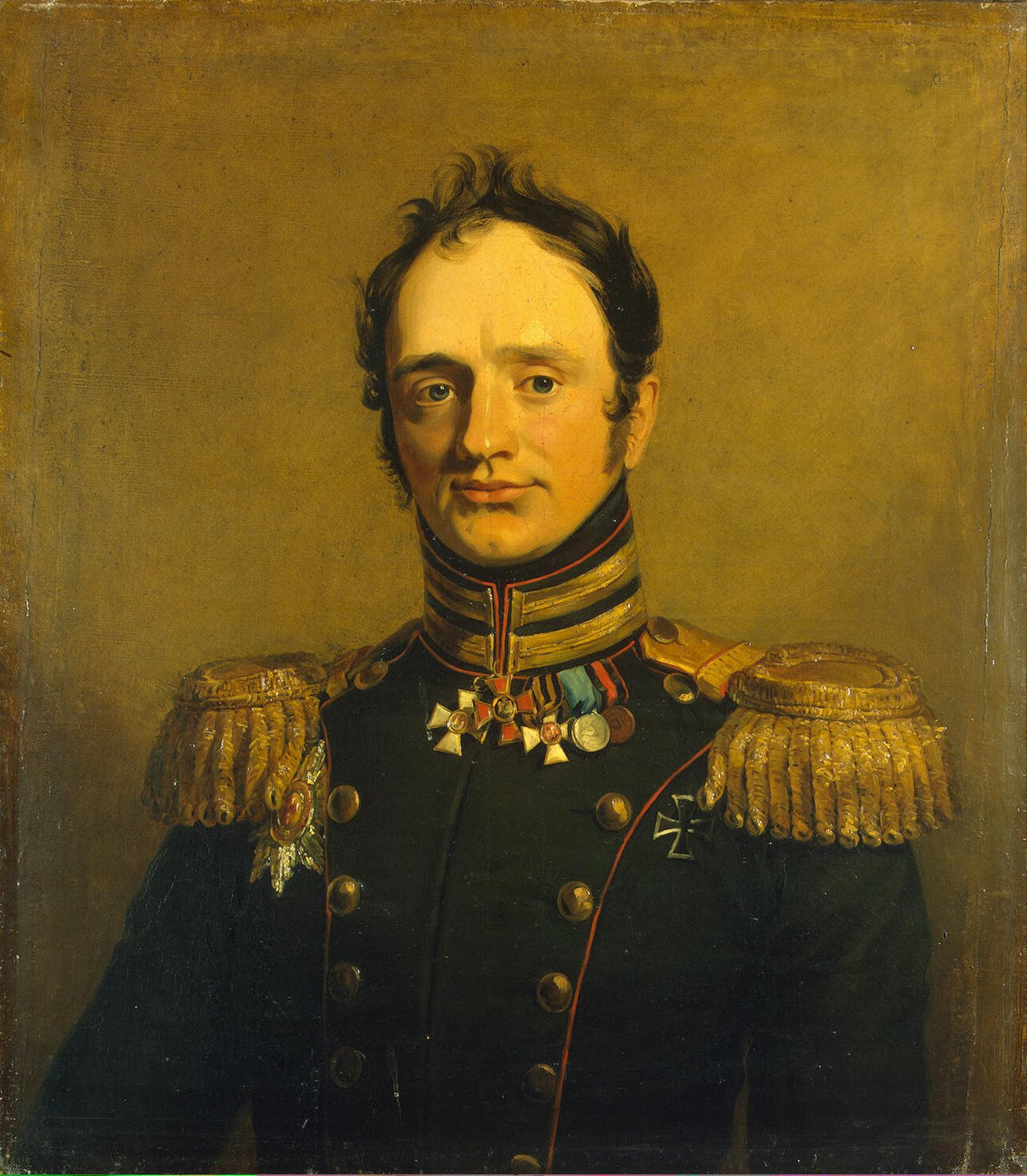
Generalleutnant Burchard Adam von Richter

Burchard Adam von Richter (russisch: Борис Христофорович Рихтер, * 12. November 1782; † 15. März 1832 in Dresden) war ein Generalleutnant in der kaiserlich-russischen Armee mit deutsch-baltischer Herkunft. 

## Militärische Laufbahn
Ab 1797 diente er als Leutnant im 6. Grenadier-Regiment von Tavrichesky und wurde 1803 in das Leibgarde Regiment zu Pferde versetzt. Mit diesem Regiment nahm er 1805 am Feldzug gegen die Franzosen teil und wurde für seine Verdienste in der Schlacht bei Austerlitz ausgezeichnet. Im Jahre 1807, nun im Rang eines Kapitäns, wurde in das Leibgarde-Regiment Egersky beordert und 1812 im Russlandfeldzug eingesetzt. Am 18. März 1810 wurde er zum Oberst befördert. Wegen seiner außerordentlichen Verdienste in der Schlacht bei Kulm wurde er am 17. August 1813 zum Generalmajor befördert. Im Jahre 1815 wurde er zum Brigadekommandeur ernannt und führte die 3. Brigade der 3. Grenadierdivision. 1816 übernahm er das Kommando über das Finnland-Garde-Regiment, mit diesem Regiment war er in Frankreich eingesetzt worden. Am 3. Februar 1821 wurde er zum Befehlshaber der kaiserlichen Garde ernannt und diente 1821 in Polen, mit seiner Beförderung zum Generalleutnant wurde er Chef der kombinierten Garde und Grenadierabteilung des Reservekorps, die in Warschau stationiert war. 1829 erhielt er die Ernennung zum Generaladjutanten des Zaren Nikolaus I. (1796 – 1855) und war gleichzeitig Befehlshaber der Garde- und Grenadierabteilung in Warschau. In der Nacht vom 16. auf den 17. November 1830 wurde Richter von bewaffneten Rebellen gefangen genommen und blieb bis zum 3. September in deren Gewahrsam. Nach seiner Befreiung übernahm er die 3. Garde-Infanteriedivision und starb plötzlich am 7. November 1832 in Dresden. 

## Auszeichnungen
- 1825 Orden des Heiligen Wladimir, 2. Klasse
- 1805 Russischer Orden der Heiligen Anna, 3. Klasse
- 1812 Russischer Orden des Heiligen Georg, 4. Klasse
- 1812 Goldenes Schwert für Tapferkeit
- Preußischer Roter Adlerorden, 2. Klasse
- Preußisches Kulmer Kreuz

## Herkunft und Familie

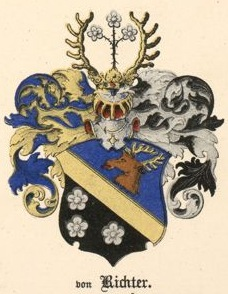
Familienwappen derer von Richter

Burchard Adam von Richter stammte aus dem deutsch-baltischen Adelsgeschlecht von Richter. Sein Vater war der Zivil-Gouverneur von Livland Christoph Adam von Richter (1751–1815) aus Riga, der mit Margaretha Dorothea Freiin von Budberg (1759–1809) verheiratet war. Burchard heiratet Elisabeth Hermann von Fersen, Tochter des Generals Johann Hermann von Fersen und der Charlotte Gerard. Ihre Nachkommen waren:
- Konstantin (1806–1845), russischer Oberst ⚭ Lydia Petrovna Mussin-Puschkin
- Alexander Christoph Friedrich von Richter (1809–1859), russischer Gesandter in Brüssel
  - Elisabeth von Richter (1841–1916) ⚭ Otto von Richter (ihren Onkel)
- Sophie von Richter (1811–1829)
- Woldemar von Richter (1813–1846), russischer Kapitän ⚭ Vera Vlassova
- Burchard von Richter (1815–1844)
- Natalie von Richter (1817–1852)
- Marie von Richter (* 1819)
- Otto (1830–1908), russischer General der Infanterie ⚭ Elisabeth von Richter, seine Nichte (1841 – 1916)